# Julius von Bergmann
Pour les articles homonymes, voir Bergmann.
Rudolf Maximilian Julius Bergmann, von Bergmann depuis 1887, (né le 4 août 1834 à Mersebourg et mort le 20 novembre 1908 à Wiesbaden) est un général d'infanterie prussien.

## Biographie

### Origine
Julius est le fils du colonel prussien Gustav Adolf Bergmann (1797-1859) et de son épouse Sophie, née von Schouler (1804-1866). Son oncle Richard von Bergmann (de) (1819-1877) est un lieutenant général prussien.

### Carrière militaire
Bergmann étudie au lycée de l'abbaye Notre-Dame de Magdebourg. Le 21 février 1853, il s'engage comme volontaire de trois ans (de) dans le 27e régiment d'infanterie de l'armée prussienne et promu sous-lieutenant en décembre 1854. Pour poursuivre sa formation, Bergmann est envoyé à l'Académie de guerre en octobre 1858. Il doit cependant interrompre sa formation en raison de la mobilisation lors de la guerre de Sardaigne en 1859 et retourne ensuite au 1er bataillon de son régiment. Après sa démobilisation, Bergmann peut terminer sa formation en août 1862. Promu premier lieutenant entre-temps, il travailla comme adjudant pour le gouvernorat de Magdebourg d'octobre 1862 à la mi-mars 1866. Bergmann reçut ensuite l'ordre de servir comme officier d'état-major au Grand État-major, puis regroupé à l'État-major de l'Armée. Pendant la guerre contre l'Autriche, Bergmann fait partie de l'état-major du haut commandement de la 1re armée. À ce poste, il participe aux batailles près de Münchengrätz, Sadowa et Tischnowitz. Deux jours après la paix préliminaire de Nicolsbourg, Bergmann est promu capitaine et reçoit l'ordre de la Couronne de 4e classe avec épées pour son comportement.
Après l' accord de paix, il est intégré à l'état-major général et transféré au commandement général du 4e corps d'armée. Il est ensuite affecté à l'état-major général de la 8e division d'infanterie à Erfurt de mars 1868 à octobre 1869. Bergmann retourne ensuite au service des troupes et est nommé chef de la 8e compagnie du 94e régiment d'infanterie. Au début de la guerre contre la France, il est transféré à l'état-major de la 7e division d'infanterie regroupée au sein de l'état-major de l'armée. Bergmann participe aux batailles de Toul, Beaumont et Sedan et est promu major lors du siège de Paris.
Après la paix de Francfort début octobre 1871, Bergmann reçoit les deux classes de la croix de fer, et tout en restant à l'état-major général de la 7e division, est nommé directeur de l'école de guerre de Neisse le 8 décembre 1871, sous le poste à la suite de l'état-major général de l'armée. À l'automne 1875, Bergmann est affecté aux manœuvres impériales. Après sa promotion au grade de lieutenant-colonel, il est transféré à Posen le 3 novembre 1877 en tant que commandant du 1er bataillon du 6e régiment de grenadiers. Le 22 mars 1881, Bergmann est chargé de diriger le nouveau 99e régiment d'infanterie (de) sous la position à la suite. Après avoir été nommé commandant du régiment le 18 mai 1881, Bergmann est promu colonel le 16 septembre 1881. Il remet le régiment à son successeur le colonel Steffen le 3 juin 1885, est ensuite transféré à l'état-major général et nommé chef d'état-major général du 5e corps d'armée, recevant le grade et les fonctions de commandant de brigade. Promu général de division à ce poste le 4 décembre 1886, Bergmann est nommé inspecteur des écoles d'infanterie (de) le 18 janvier 1887. Pour ses nombreuses années de service, l'empereur Guillaume Ier l'élève au rang de noblesse prussienne le 22 mars 1887 à Berlin,.
En tant que lieutenant-général, Bergmann commande la 18e division d'infanterie à Flensbourg du 15 décembre 1888 au 16 juin 1889. Il prend ensuite en charge la 30e division d'infanterie rebaptisée 33e division d'infanterie le 1er avril 1890, à Metz. Le 27 janvier 1892, Bergmann est finalement nommé gouverneur de Strasbourg. Un an plus tard, il reçoit le caractère de général d'infanterie et en janvier 1895, à l'occasion de la fête de l'ordre, il reçoit l'ordre de l'Aigle rouge de 1re classe avec feuilles de chêne. En approuvant sa demande de départ, Bergmann reçoit une pension légale le 21 janvier 1896.
Après son départ, il vit à Wiesbaden jusqu'à sa mort.

### Famille
Bergmann se marie avec Hermine Goering (née en 1844) le 2 juin 1863. Le mariage donne naissance à trois enfants :
- Walter (1864-1950), général d'infanterie allemand
- Margarethe (née en 1868) mariée le 18 octobre 1890 à Metz avec Friedrich Dernen (1854-1938), lieutenant général allemand
- Élisabeth (née en 1871)